# Explosion in Toulouse

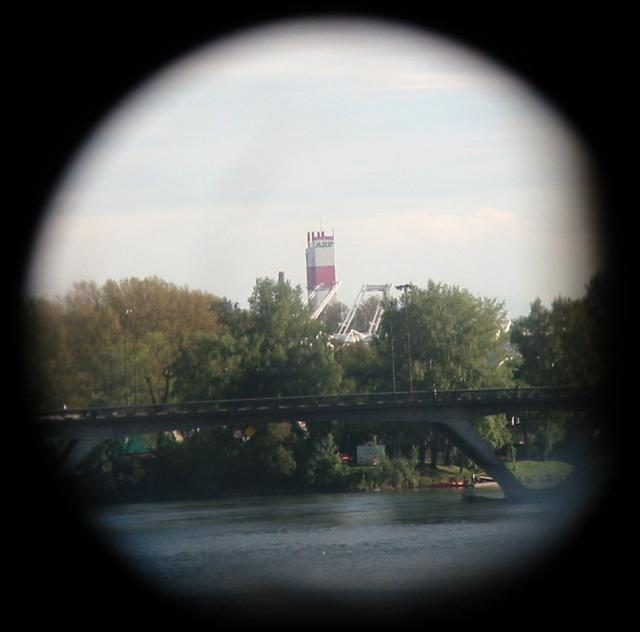
Turm der AZF-Fabrik

Die Explosion in Toulouse von 2001 war eine Explosionskatastrophe großen Ausmaßes. Am 21. September 2001 kam es in der zu TotalFinaElf gehörenden Düngemittel-Fabrik AZF (Azote Fertilisants) im französischen Toulouse zur Explosion von mehreren hundert Tonnen Ammoniumnitrat in einer Deponie für chemische Abfälle. Bei der Explosion wurden große Teile der Stadt beschädigt, insbesondere durch berstende Fensterscheiben; 31 Menschen starben, mehrere tausend wurden verletzt. Die Explosion ähnelte in ihrem Anlass und Ausmaß der Explosion des Oppauer Stickstoffwerkes am 21. September 1921, auf den Tag genau 80 Jahre zuvor. Das Werk in Toulouse war nach dem Ersten Weltkrieg als Kopie des Oppauer Werkes errichtet worden. Die Ursache des Unglücks ist unklar.

## Bauliche Situation
Das Werk stand ursprünglich außerhalb der 650.000 Einwohner fassenden Stadt, doch Toulouse mit seiner Raum- und Luftfahrtindustrie entwickelte sich so rasch, dass die Industriezone seit längerem von Wohnquartieren umgeben ist. Neben dem AZF-Werk befinden sich zwei weitere Betriebe, die explosives Material herstellen: Tolochimie und SNPE, die Treibstoff für die Ariane-Raketen herstellt. Bereits in den Jahren 1988 und 1989 hatten Umweltschützer wiederholt auf die Gefahren und ungenügenden Sicherheitsvorkehrungen der Industriezone von Toulouse aufmerksam gemacht. Wegen „einer politischen Erpressung mit Arbeitsplätzen“ wurde jedoch nichts an dieser Situation
geändert. 
In den Mitte der zwanziger Jahre gebauten Lagerhallen des AZF-Werkes gab es weder Temperatur- noch Feuchtigkeitssensoren. Auch Videokameras zur Überwachung der Lagerbestände fehlten. Die Bodenbetonplatte war 1930 gegossen worden. Offenbar verfügte das Lager nicht über die in Deutschland vorgesehenen Schutzwälle zur Trennung größerer Mengen der Substanz. Die Lagerhallen waren vornehmlich für Ammoniumnitrate  reserviert, die wegen technischer Mängel nicht vermarktet werden konnten.
Staatliche Inspektoren hatten es bei ihren Routinevisiten auf dem Fabrikgelände in den vorangegangenen Jahren nicht für nötig gehalten, die Lagerhallen zu überprüfen. Beim letzten Kontrollbesuch vor der Explosion im Mai suchten die Inspektoren die Lagerhallen nicht auf. Für einen Notfall schien die Düngemittelfabrik nur unzureichend ausgerüstet zu sein. So warnte nach der Explosion kein Sirenenalarm die Bevölkerung in den benachbarten Wohngebieten vor möglichen Gesundheitsgefahren. Die Alarmierungsanlage war an einer Wand angebracht, die durch die Explosion umstürzte. In den Notfallplänen gab es Vorschriften für 24 Unfallarten. Maßnahmenpläne für ein Explosionsunglück waren nicht vorhanden, obwohl die latente Explosionsgefahr von Ammoniumnitrat bekannt ist.

## Verlauf
Der Unfall ereignete sich am 21. September 2001 um 10:17 Uhr. Nach einer Serie von kleinen Explosionen explodierten ein Nitrat-Silo und zwei angrenzende Lagerhallen. Dabei explodierten
rund 300 Tonnen des Düngemittels Ammoniumnitrat. In dem Werk arbeiteten 460 Beschäftigte in drei Schichten. Zwei Schornsteine stürzten ein und von den zwei Hallen im Zentrum der Explosion blieb nur ein zehn Meter tiefer und fünfzig Meter breiter Krater übrig. In den rauchenden Trümmern der verwüsteten Fabrik leisteten Angehörige der Betriebsfeuerwehr und freiwillige Helfer aus der Nachbarschaft Erste Hilfe. Sehr schnell organisierten Polizei, Feuerwehr und Zivilschutz ihren Einsatz. Die Bevölkerung wurde aufgerufen, zu Hause zu bleiben und die Fenster zu verriegeln, da die Gefahr bestünde, dass aus der zerstörten Werkanlage giftige Gase ausströmten. Über der Unglücksstelle roch es nach Ammoniak. Eine rötliche Wolke bewegte sich zuerst in nördlicher Richtung zur Stadtmitte hin und später nach Westen.
Die Druckwelle schleuderte ganze Lkw-Züge durch die Luft, brachte ein nahe gelegenes Einkaufszentrum zum Einsturz und beschädigte alle umliegenden Gebäude schwer. Im Umkreis von fünf Kilometern gingen Fensterscheiben zu Bruch. An einer Mittelschule in der Nachbarschaft wurden zahlreiche Schüler verletzt. Die Stadtautobahn in Richtung Süden wurde durch einen Schutthagel und Steinbrocken in ein Trümmerfeld verwandelt, zahlreiche Autos zerstört, Fahrer verletzt.
Im drei Kilometer entfernten Stadtzentrum löste die Detonation eine Panik aus. Das Telefonnetz brach zusammen. Wegen der sich in Richtung Stadtzentrum bewegenden Gaswolke roch es stechend nach Ammoniak. In der Innenstadt wurden Atemschutzmasken verteilt. Die Untergrundbahn von Toulouse wurde wegen eindringendem Rauch evakuiert. Die Bevölkerung wurde gewarnt, in den Häusern zu bleiben und die Fenster zu schließen, was für viele nicht möglich war, da ihre Fensterscheiben soeben zu Bruch gegangen waren.
Der Flughafen Toulouse-Blagnac und der Hauptbahnhof Toulouse-Matabiau wurden geschlossen und 90 Schulen evakuiert. Die Einwohner wurden über Radio aufgefordert, kein Leitungswasser zu trinken und möglichst wenig Wasser zu verbrauchen. Nachdem viele Menschen versuchten, die Stadt mit Autos zu verlassen, wurden die südlichen Stadtausfahrten und die um das Zentrum führende Ringstraße von der Polizei gesperrt.
Die Behörden gaben frühzeitig Entwarnung und teilten der Bevölkerung im Radio mit, dass bei ersten Messungen keinerlei gesundheitsgefährlichen Schadstoffe festgestellt wurden. Am nächsten Tag berichteten Zeitungen, dass drei der fünf Luftmessstationen durch die einem Erdbeben der Stärke 3,4 gleichende Druckwelle  nach der Explosion beschädigt worden waren. Die zwei funktionierenden Messstationen befanden sich in größerer Entfernung von der Fabrik und der austretenden giftigen Ammoniakwolke. Über die Verschmutzung des Trinkwassers wurden die Bewohner im Ballungsraum von Toulouse nur schrittweise unterrichtet. In 14 Kommunen, die mit aufbereitetem Trinkwasser aus dem Fluss Garonne versorgt wurden, wurde den Bürgern empfohlen, kein Trinkwasser zu konsumieren. In der Stadt Toulouse wurde den Einwohnern versichert, das Trinkwasser sei von einwandfreier Qualität. Warnungen zum Konsum von Gemüse oder Obst, das in der Gegend angebaut wird, wurden nicht gegeben. Die gesundheitlichen Langzeitfolgen sind noch unbekannt.

## Tote und Verletzte
Die offizielle Bilanz geht von 31 Toten aus, davon 21 auf dem Firmengelände Beschäftigte, unter denen 10 Angestellte der Grande Paroisse (Betreiberfirma der AZF) waren. Weiterhin gab es über 2500 Verletzte, etwa 30 davon schwer, in den umliegenden Stadtvierteln, meist getroffen durch von der Druckwelle ausgelöste Glassplitter, Schutt und Trümmerteile. Es gab unzählige Opfer psychischer Auswirkungen (Depressionen, Angstzustände, Schlaflosigkeit), von denen 18 Monate später noch 14.000 in Behandlung waren.

## Sachschäden

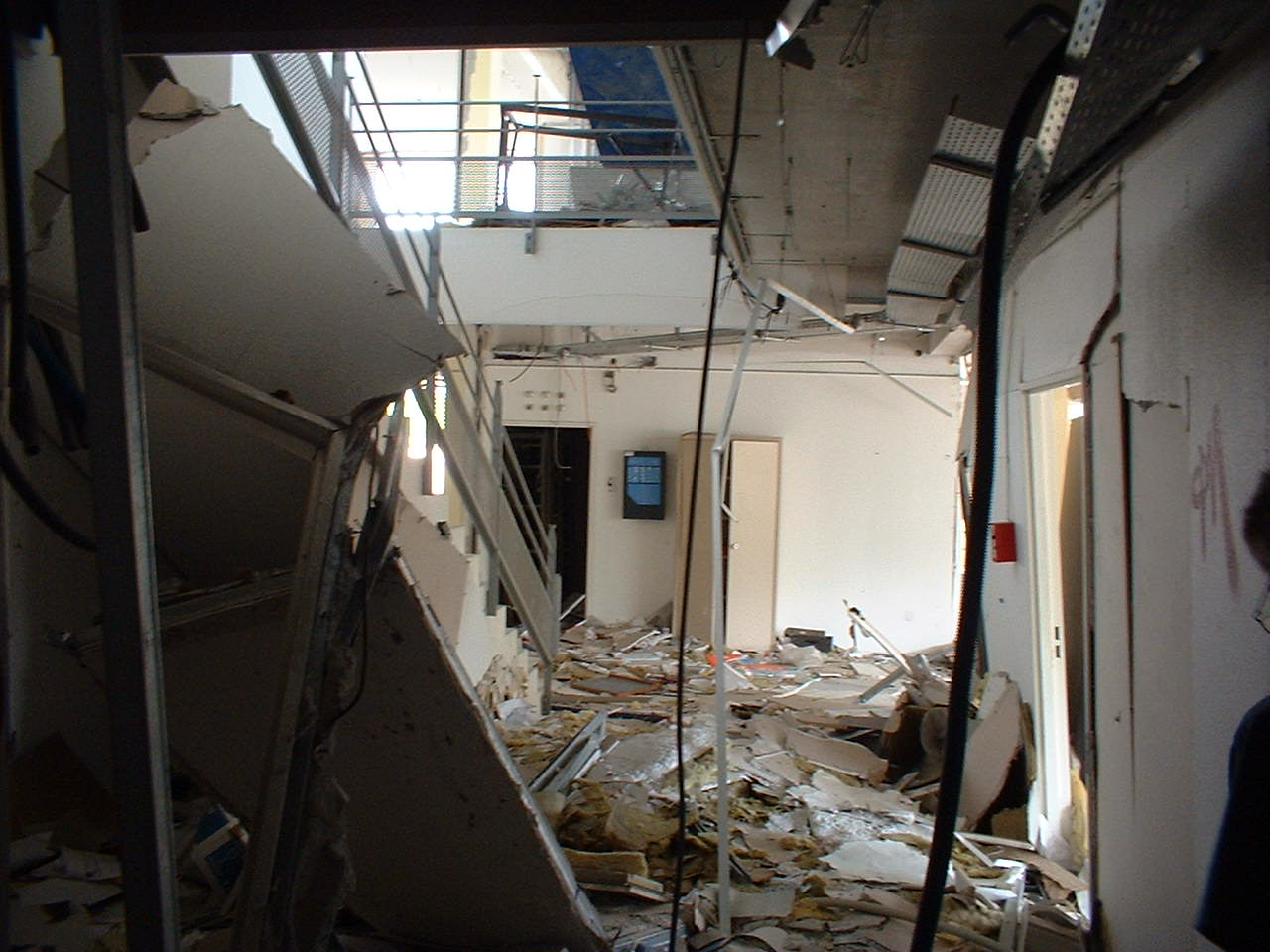
Nach der Explosion zerstörtes Gebäude gegenüber der AZF-Fabrik

Es gab erhebliche Gebäudeschäden im ganzen südwestlichen Stadtgebiet, an Wohnungen, Industrie- und anderen Unternehmen und an öffentlichen Einrichtungen (Schwimmbäder, Turnhallen, Konzertsäle, Schulen, Kindergärten, Universität (UTM II), Busdepot u. a.). Die Schäden werden auf insgesamt 2 Milliarden Euro beziffert.

## Thesen zur Unglücksursache
Die Unglücksursache konnte nicht ermittelt werden. Zur Unglücksursache wurden folgende Thesen aufgestellt:

### These des Staatsanwalts (offizielle These bis heute)
Die Staatsanwaltschaft nahm einen Unfall durch eine spontane Kettenreaktion von Ammoniumnitrat mit einem oder mehreren anderen Stoffen an. Im Laufe der Ermittlungen wurden mehrere Szenarien aufgestellt und z. T. wieder verworfen:
- Jahrelanger Zersetzungsprozess von verunreinigtem Ammoniumnitrat unter verschiedenen Umwelteinflüssen
- Ein Angestellter hätte eine Viertelstunde vor der Explosion verunreinigtes Ammoniumnitrat mit mehreren Kilogramm Chlor für Schwimmbäder oder DCCNa (Natrium-Dichlorisocyanurat) in der Größenordnung einiger Gramm auf einer Ammoniumnitrat-Halde in einer der Lagerhallen entsorgt.
- Eine Selbstzündung in einem mit Ammoniumnitrat gefüllten Behälter.

Unklar bleibt, weshalb sich dieses aus der Produktion ausgesonderte Ammoniumnitratgranulat über die kritische Grenze hinaus erwärmt haben könnte. Eventuell sind die Nitratkörner aus der Produktion gezogen worden, weil sie instabil waren. Vermutlich kam es durch einen
jahrzehntelangen Zersetzungsprozess zur Selbstzündung. 
In Frankreich gibt es keine Mengenbegrenzung beim Lagern von Ammoniumnitrat. Um eine explosive Selbstzündung zu ermöglichen, müssen drei Bedingungen erfüllt sein:
eine den Druckaufbau begünstigende Ummantelung, der Zusatz von brennbarem Material wie Heizöl und hohe Temperaturen.

### Attentat
Da die Explosion nur zehn Tage nach den Terroranschlägen am 11. September 2001 stattfand, wurde die Theorie eines Attentats vielfach angenommen. Diese Möglichkeit wurde von offizieller Seite ausgeschlossen, da es keine ernsthafte Verantwortungserklärung einer terroristischen Organisation gegeben hatte.
Am 4. Oktober 2001 gab der Umweltminister Yves Cochet bekannt, dass der bei der Explosion getötete Leiharbeiter Hassan Jandoubi unter Beobachtung stand. Die Staatsanwaltschaft verhinderte fünf Tage lang eine Durchsuchung von Jandoubis Wohnung. Jandoubis Lebenspartnerin vernichtete sämtliche Spuren seiner Kleidung und Photographien. Nach einer Durchsuchung gab die Polizei bekannt, dass Jandoubi möglicherweise mit islamischen Terroristen sympathisierte.
Die These eines Anschlags untersuchten die Journalisten Anne-Marie Casteret († 2006) und Marc Mennessier (AZF – un silence d’état, siehe Literatur).

### UDMH (These der französischen WochenzeitschriftValeurs ActuellesJuli 2006)
In der benachbarten SNPE (eine Pulverfabrik die u. a. Treibstoffe für Ariane-Feststoffraketen herstellt) wird UDMH (unsymmetrisches Dimethylhydrazin) hergestellt. Am Tag der Explosion war der Betrieb wegen Wartungsarbeiten eingestellt, gleichzeitig wurde eine große Menge UDMH vor Ort gelagert. UDMH-Dämpfe sind schwerer als Luft, greifen Schleimhäute und Augen an und haben einen stechenden Ammoniakgeruch. An mehreren Explosionsopfern wurden Verletzungen festgestellt, die darauf  zurückzuführen sein könnten. Zeugen erwähnten den Geruch von Ammoniak und verdorbenen Fischen, den der Wind vom SNPE-Gelände herübertrug. Mit der Umgebungsluft bildet UDMH ein explosives Gemisch, welches der Wind an jenem Tag direkt in den Nitratgranulat-Kühlturm und den Hangar 221 der AZF geweht haben könnte. Aus dem Kühlturm wird erhitzte Luft durch zwei Ventilatoren ausgeblasen, wobei das UDMH-Gemisch beim Zünden den Eindruck gegeben haben kann, dass ein Blitz den Turm trifft, während gleichzeitig der Turm explodierte. 
Das UDMH hätte sich bis zum Hangar 221 ausbreiten können, in welchem Hunderte Tonnen Ammoniumnitrat lagerten und dessen Tore in diesem Moment in Windrichtung geöffnet waren.
UDMH reagiert mit Ammoniumnitrat zu dem Flüssigsprengstoff Astrolit. In der dort gegebenen Menge hätte Astrolit vermutlich eine größere Sprengkraft entwickeln können.
Eine Erklärung für die Zündung des Luft-UDMH-Gemischs wäre entweder ein Kontakt von UDMH mit Chromtrioxid (das zur Messung des Kohlenmonoxidgehalts auf dem Werksgelände diente; 11 kg davon wurden im Werkslabor kurz zuvor entwendet), oder ein Elektrizitäts-Störfall in der SNPE.

## Die Zukunft des Firmengeländes
Da ein Weiterführen der industriellen Tätigkeit in Toulouse schwer durchsetzbar gewesen wäre, wurde die Firma AZF gegen den Willen der 450 dort Beschäftigten geschlossen. Die noch erhaltenen Gebäude und Industrieanlagen wurden abgetragen und das Erdreich des gesamten Werksgeländes dekontaminiert. Aus mehreren Vorschlägen für die Neugestaltung des Gebiets wurde derjenige des damaligen Bürgermeisters von Toulouse, Philippe Douste-Blazy (kurz darauf zum Gesundheitsminister ernannt), ausgewählt: Die Einrichtung des internationalen Krebsforschungszentrums Oncopole de Toulouse, das am 5. Mai 2014 eröffnet wurde.